# Миленковића храст
Запис Миленковића храст је дрво запис у селу Везичево близу Петровца на Млави. Налази се 150 м са леве стране пута Бусур-Везичево, око 500 м од границе са Бусуром. Према процени Милана Миленковића (рођ. 1929. ), храст је стар око 120 година.

## Локација
| Општина             | Петровац на Млави‎                                                |
| Катастарска општина | Везичево                                                         |
| Потес               | Поље                                                             |
| Координате          | 44° 14′ 21″ С; 21° 25′ 03″ И / 44.239199999999997° С; 21.4175° И |
| Надморска висина    | 215m                                                             |

## Заветине и литије
Заветина у Везичеву је Силазак Светог Духа на апостоле - Тројице.

## Карактеристике
Дендрометријске вредности утврђене на терену и сателитским снимцима:
| Стабло                     | Храст |
| Висина стабла              | m     |
| Обим дебла                 | m     |
| Пречник крошње             | 22m   |
| Пречник дебла              | m     |
| Висина дебла до прве гране | m     |

## База записа
Запис је у оквиру Викимедија пројекта "Запис - Свето дрво" заведен под редним бројем 0001.